# RuPaul's DragCon LA
RuPaul's DragCon LA é uma convenção estadunidense de cultura drag realizada em Los Angeles, anunciada como uma "convenção que celebra 'a arte drag, a cultura queer e a autoexpressão para todos'", realizado pela primeira vez em 2015. Seu evento irmão é o RuPaul's DragCon NYC, iniciado em 2017, e é considerado a "maior celebração da cultura drag do mundo". O evento é uma extensão do internacionalmente bem-sucedido RuPaul's Drag Race, que gerou o Drag Race Thailand, RuPaul's Drag Race UK, RuPaul's Drag Race All Stars e o The Switch Drag Race do Chile. RuPaul's Drag Race e as DragCons são produzidos pela World of Wonder Entertainment, uma empresa de produção sediada em Los Angeles.
No RuPaul's DragCon LA, ex-participantes passados do RuPaul's Drag Race e outros artistas drag conhecidos encontram-se com fãs, tiram fotos, dão autógrafos e, às vezes, fazem apresentações ou participam de painéis de discussão, além de venderem merchandise. Os painéis de discussão variam de tópicos mais óbvios, como roupas, moda, perucas e maquiagem, até história do drag, ativismo drag, direitos trans, cultura pop queer e questões políticas enfrentadas pela comunidade LGBTQ. O co-diretor da WOW e produtor da convenção, Randy Barbato, compartilhou que, ironicamente, os painéis podem ser bastante profundos, porque, embora as drag queens sejam conhecidas por serem divertidas e se preocuparem com sua aparência, as queens são artistas e ativistas inteligentes. Ele também disse: "Para nós, o drag sempre foi político!" O palco principal apresenta performances e desfiles de moda o dia todo. Também há centenas de vendedores oferecendo suprimentos e acessórios de drag; em 2016, duzentos vendedores venderam US$ 2,3 milhões de "merchandise exclusivas da DragCon" de vendedores e expositores no pavilhão da exposição. Em 2018, as duas DragCons dos EUA, co-produzidas por RuPaul e World of Wonder, arrecadaram US$ 8 milhões com um total de 100.000 visitantes.
De acordo com a Glossy, "o público principal do evento são pessoas de 18 a 34 anos, com 60% de participantes do sexo feminino e 40% do sexo masculino. Cerca de 60% do público da DragCon se identifica como LGBTQ e 40% como heterossexual." O IndieWire observa que a DragCon é semelhante ao festival anual de arte Burning Man, no sentido de que os participantes exibem uma expressão radical de si mesmos, a cultura é participativa e inclusiva, e o que é apresentado é efêmero.
Em 2020, devido à pandemia de COVID-19, o evento aconteceu online como Digital DragCon.

## História
Em 2020, e devido à pandemia mundial de COVID-19, o distanciamento social e as ordens de ficar em casa — que começaram em março em toda a Califórnia — resultaram no cancelamento, adiamento ou, como o "renascido" RuPaul's Digital DragCon 2020, na migração para o ambiente online. O evento de dois dias foi apresentado por RuPaul, com convidados incluindo Jackie Cox, Love Connie, Karen from Finance, Varla Jean Merman, a cantora "Friday" Rebecca Black e Tony Hale da série de televisão Veep. A convenção contou com "apresentações, painéis, merchandise" e foi transmitida gratuitamente no canal do YouTube da World of Wonder.

## Influenciadores de beleza
De acordo com o co-fundador da World of Wonder, Fenton Bailey, "RuPaul foi a primeira drag queen associada à beleza (produtos), com a MAC Cosmetics na década de 1990." RuPaul's Drag Race destacou como as drag queens abraçam e usam maquiagem, sendo que elas "testam os melhores produtos de beleza"; muitas também são influenciadoras de beleza para várias marcas, incluindo as suas próprias; algumas têm estandes na convenção para amostrar e vender produtos. A Glossy observa que dos "festivais de beleza", a DragCon é um dos poucos com "públicos altamente engajados".
Em 2015, no primeiro ano da DragCon LA, havia oito empresas de beleza apresentadas. A DragCon "viu um crescimento de 615% ano após ano em fornecedores e patrocinadores de beleza"; com "mais de $8.2 milhões em vendas no local em 2018, e 93% dos participantes compraram merchandise no valor de $200 ou mais."

## Interagindo comdrag queens
Ginger Minj, quando perguntada sobre o valor de encontrar os fãs pessoalmente, disse que isso ajuda a humanizar a drag queen que eles só viram na tela e "ajuda-os a perceber que este é um trabalho sério para nós, não apenas diversão e jogos na TV". Ela observa que as drags têm um trabalho por causa dos fãs, então ela cultiva relacionamentos positivos com eles.